# Viverra tangalunga
La civeta malaya, civeta oriental o civeta de tierra (Viverra tangalunga), también llamada tangalunga, es una especie de mamífero carnívoro de la familia Viverridae. Es propia del sudeste asiático, encontrándose en Malasia, Singapur, Indonesia y Filipinas.

## Subespecies
Se han descrito las siguientes subespecies:
- Viverra tangalunga tangalunga
- Viverra tangalunga lankavensis